# Ophiacanthida
Ophiacanthida is een orde van stekelhuidigen die behoren tot de klasse Ophiuroidea.
Het bestaat uit de volgende families:
- Ophiodermatina Ljungman, 1867
  - Ophiodermatidae
  - Ophiomyxidae
  - Ophiopezidae
  - Ophiocomidae
- Ophiacanthina O'Hara, Hugall, Thuy, Stöhr & Martynov, 2017
  - Clarkcomidae
  - Ophiacanthidae
  - Ophiobyrsidae
  - Ophiocamacidae
  - Ophiopteridae
  - Ophiotomidae
  - Ophiojuridae